# Gambia National Olympic Committee
Das Gambia National Olympic Committee (GNOC) (Gambisches Nationales Olympisches Komitee) ist das Nationale Olympische Komitee von Gambia. Es repräsentiert und organisiert die olympische Bewegung des westafrikanischen Staates. Das GNOC wurde 1972 als Gambia Olympic Association gegründet und 1976 vom Internationalen Olympischen Komitee (IOC) aufgenommen.
In den Jahren 1976 bis 1988 war Omar Sey, der ehemalige Außenminister Gambias, der Präsident des GNOC. Er half mit, dass Gambia bei den Olympischen Sommerspielen 1984 erstmals teilnehmen konnte. Seitdem nahm Gambia regelmäßig an den Olympischen Spielen teil.
Das GNOC entsandte zwei Sportler zu den Olympischen Spielen 2004.

## Länderkürzel
Das offizielle olympische Länderkürzel für Gambia lautet: GAM

## Präsidenten
| Amtszeit  | Amtsinhaber                                      |
| --------- | ------------------------------------------------ |
| 1972–1976 | Mahtarr A. Sarr                                  |
| 1976–1988 | Omar Sey (1941–2018)                             |
| 1988–2009 | Abou Dandeh Njie (Abdoulie Dandeh-Njie) († 2021) |
| 2009      | Lang Tombong Tamba (* ≈1965)                     |
| 2011      | Momodou Dibba († 2017)                           |
| 2016–2021 | Alh. Dodou J. Joof (* 1941)                      |
| seit 2021 | Beatrice Allen                                   |